# Jim Shooter
Jim Shooter (Pittsburgh, 27 settembre 1951 – 30 giugno 2025) è stato un fumettista e editore statunitense, noto come cofondatore della casa editrice di fumetti Valiant Comics, nonché come fondatore delle ex-case editrici Defiant Comics (1993) e Broadway Comics (1995) ed ex redattore capo (editor-in-chief) della Marvel Comics e sceneggiatore della saga Guerre segrete.